# Stenbacken
Stenbacken is een gehucht binnen de Zweedse gemeente Kiruna aan het meer Torneträsk. Rondom het station woonden per 2006 in de omgeving minder dan 10 mensen. Het is een plaats vanwaar wandelingen in het grote natuurgebied beginnen dan wel eindigen. De plaats wordt gevormd door een halteplaats (sinds 1902) en rangeergelegenheid aan de Ertsspoorlijn. Reizigers die in- of uit willen stappen, moeten dit zelf aangeven. Er is ook een parkeergelegenheid aan de Europese weg 10. In Stenbacken worden de Lapland Kampioenschappen voor ijsvissen gehouden.
Bestuurscentrum: Kiruna (Tätort)
Tätort: Jukkasjärvi · Karesuando · Kuttainen · Övre Soppero · Svappavaara · Vittangi
Småort: Abisko · Idivuoma · Kauppinen · Kurravaara · Lannavaara · Laxforsen · Masugnsbyn · Mertajärvi · Närvä · Paksuniemi · Piksinranta · Saivomuotka
Overig: Alalahti · Alttajärvi · Årosjåkk · Björkliden · Holmajärvi · Jänkänalusta · Kaalasjärvi · Kalixfors · Kattuvuoma · Käyrävuopio · Krokvik · Kuoksu · Lainio · Laukkusluspa · Luongaslompolo · Maunu · Merasjärvi · Nedre Soppero · Nurmasuanto · Paittasjärvi · Parakka · Piilijärvi · Pirttivuopio · Poikkijärvi · Puoltsa · Rautas · Rensjön · Salmi · Silkkimuotka · Stenbacken · Suijajärvi · Torneträsk · Tuolluvaara · Vassijaure · Viikusjärvi · Vittangi · Vivungi